# Bolbitis serratifolia
Bolbitis serratifolia är en träjonväxtart som först beskrevs av Franz Carl Mertens och Georg Friedrich Kaulfuss och som fick sitt nu gällande namn av Heinrich Wilhelm Schott.
Bolbitis serratifolia ingår i släktet Bolbitis och familjen Dryopteridaceae. Inga underarter finns listade i Catalogue of Life.